# 中寨镇 (岷县)
中寨镇，是中华人民共和国甘肃省定西市岷县下辖的一个乡镇级行政单位。

## 行政区划
中寨镇下辖以下地区：
马崖村、红崖村、大哈村、扎那村、古庄村、塔沟村、同兴村、扎马村、中寨村、古城村、川都村、小寨村、珠治村、虎龙村、出扎村、兴裕村、水坪村和峪谷村。